# Куп Македоније у фудбалу 2006/07.
Куп Македоније у фудбалу  у сезони 2006/07 одржава се петнаести пут у организацији Фудбалског савеза Македоније.
У шеснаестини финала која је играно у среду, 30. јула 2006. учествовала су 32 клуба, од тога 12 из Прве лиге Македоније, 12 из Друге лиге, и 8 клубова нижег ранга који су прошли предтакмичење.
Утакмице шеснаестине финала играју се по једноструком куп систему.(једна утакмица)
Утакмице осмине финала, четвртфинала и полуфинала играју се по двоструком Куп систему (две утакмице).
Финална утакмица се игра по једноструком куп систаму на Градском стадиону у Скопљу.
У случају нерешеног резултата код утакмица које се играју по једноструком куп систему у шеснаестини финала, одмах се изводе једанаестерци, а код финалне утакмице прво се играју два породужетка по 15 минута, па ако резултат и после тога остане нерешен изводе се једанаестерци.
Победник на утакмицма осмине финала, четвртфинала и полуфинала је екипа која је на обе утакмице дала више голова. Ако су екипе постигле исти број голова победник је екипа која је дала више голова у гостима У случају да је на обе утакмице постигнут истоветан резултат, победник се добија извођењем једанаестераца.
Куп Македоније 2006/07 је освојила пети пут екипа Вардара из Скопља
Победник Купа се пласира у Прво коло квалификација за УЕФА куп 2007/08..

## Резултати

### Шеснаестина финала
30. јули
| Утак. | Клуб, Место       | Резултат            | Клуб, Место                |
| 1     | Тиквеш, Кавадарци | 0 : 5               | Македонија ЂП, Скопље      |
| 2.    | Новаци            | 0 : 6               | Мађари Солидарност, Скопље |
| 3.    | Локомотива Скопље | 1 : 6               | Ренова, Џепчиште           |
| 4.    | Илинден Скопље    | 2 : 1               | Силекс, Кратово            |
| 5.    | Тиверија          | 0 : 6               | Пелистер, Битољ            |
| 6.    | Осогово           | 0 : 2               | Башкими, Куманово          |
| 7.    | Делчево           | 0 : 2 прекид        | Шкендија 79 Тетово         |
| 8.    | Металург, Скопље  | 3 : 0               | Беласица, Струмица         |
| 9.    | Дрита, Боговиње   | 0 : 0 (5:3) пенали  | Караорман, Струга          |
| 10.   | 11 Октомври,      | 0 : 6               | Вардар, Скопље             |
| 11.   | Новаци,           | 0 : 2               | Работнички Кометал, Скопље |
| 12.   | Тетекс, Тетово    | 2 : 2 (3:4)) пенали | Брегалница, Штип           |
| 13.   | Гостивар          | 2 : 1               | Напредок, Кичево           |
| 14.   | Турново           | 1 : 3               | Победа, Прилеп             |
| 15.   | Милано, Куманово  | 2 : 1               | Влазрими, Кичево           |
| 16.   | Дојранско Езеро   | 2 : 3               | Цементарница 55, Скопље    |

## Осмина финала
Утакмице си игране 20. септембар и 18. октобар
| Утак. | Клуб, Место                | Укупан резултат | Клуб, Место             | 1. утак. | 2. утак. |
| 1     | Победа, Прилеп             | 3 : 0           | Шкендија 79 Тетово      | 2 : 0    | 1 : 0    |
| 2.    | Вардар, Скопље             | 5 : 1           | Металург, Скопље        | 4 : 1    | 1 : 0    |
| 3.    | Дрита, Боговиње            | 4 : 2           | Брегалница, Штип        | 3 : 0    | 1 : 2    |
| 4.    | Гостивар                   | 3 : 6           | Ренова, Џепчиште        | 1 : 4    | 2 : 2    |
| 5.    | Милано, Куманово           | 4 : 3           | Башкими, Куманово       | 2 : 1    | 2 : 2    |
| 6.    | Работнички Кометал, Скопље | 5 : 4           | Илинден Скопље          | 4 : 0    | 1 : 4    |
| 7.    | Македонија ЂП, Скопље      | 0 : 2           | Цементарница 55, Скопље | 0 : 2    | 0 : 0    |
| 8.    | Мађари Солидарност, Скопље | 2 : 4           | Пелистер, Битољ         | 2 : 2    | 0 : 2    |

## Четвртфинале
Утакмице си игране 1. новембар и 29. новембар
| Утак. | Клуб, Место                | Укупан резултат | Клуб, Место             | 1. утак. | 2. утак. |
| 1.    | Вардар, Скопље             | 4 : 2           | Цементарница 55, Скопље | 4 : 1    | 0 : 1    |
| 2.    | Работнички Кометал, Скопље | 1 : 2           | Милано, Куманово        | 1 : 1    | 0 : 1    |
| 3.    | Дрита, Боговиње            | 3 : 7           | Победа, Прилеп          | 2 : 1    | 1 : 6    |
| 4.    | Пелистер, Битољ, Куманово  | 2 : 2           | Ренова, Џепчиште        | 0 : 1    | 2 : 1    |

## Полуфинале
Прве утакмице су игране 11. априла а реванши 2. маја
| Утак. | Клуб, Место    | Укупан резултат | Клуб, Место      | 1. утак. | 2. утак. |
| 1     | Победа, Прилеп | 3 : 1           | Милано, Куманово | 2 : 1    | 1 : 0    |
| 2.    | Вардар, Скопље | 3 : 2           | Пелистер, Битољ  | 2 : 1    | 1 : 1    |

## Финале
24. мај
| Клуб, Место    | Резултат | Клуб, Место    |
| Победа, Прилеп | 1 : 2    | Вардар, Скопље |

1. ↑  Утакмица прекинута при резултату 2:0 у корист Шкендија 79.
2. ↑  Пелистер се квалификовао по правилу гола постигнутог у гостима.

| Освајач Купа Македоније 2006/07 |
| ------------------------------- |
| Врдар 5. Титула                 |

## Резултати освајача купа у УЕФА купу 2007/08.
| Ранг              | Клуб              | Држава             | укупан рез.       | Држава            | Клуб                 | 1. утак.          | 2. утак.          |
| УЕФА куп 2007/08. | УЕФА куп 2007/08. | УЕФА куп 2007/08.  | УЕФА куп 2007/08. | УЕФА куп 2007/08. | УЕФА куп 2007/08.    | УЕФА куп 2007/08. | УЕФА куп 2007/08. |
| ----------------- | ----------------- | ------------------ | ----------------- | ----------------- | -------------------- | ----------------- | ----------------- |
| Прво коло кв.     | Вардар, Скопље    | Северна Македонија | 0 - 2             | Кипар             | Анортозис, Фамагуста | 0-1               | 0-1               |